# Irma Johansson
Irma Elina Johansson (Kalix, 3 april 1932) is een Zweeds langlaufster. 

## Carrière
Johansson maakte haar olympische debuut tijdens de Olympische Winterspelen 1956 in het Italiaanse Cortina d'Ampezzo. Tijdens deze spelen eindigde zij op de 10 km als 7e en won de bronzen medaille op de estafette. Johansson won in 1958 de bronzen medaille op de estafette tijdens de wereldkampioenschappen in het Finse Lahti. Haar grootste succes behaalde Johansson tijdens de Olympische Winterspelen 1960 met de gouden medaille op de estafette.

## Belangrijkste resultaten

### Olympische Winterspelen
| Editie | Plaats            | Resultaten           |
| ------ | ----------------- | -------------------- |
| 1956   | Cortina d'Ampezzo | 7e 10 km · estafette |
| 1960   | Squaw Valley      | 8e 10 km · estafette |

### Wereldkampioenschappen langlaufen
| Jaar | Plaats            | Resultaten           |
| ---- | ----------------- | -------------------- |
| 1956 | Cortina d'Ampezzo | 7e 10 km · estafette |
| 1958 | Lahti             | estafette            |
| 1960 | Squaw Valley      | 8e 10 km · estafette |